# De geheimzinnige Mr. Quin
De geheimzinnige Mr. Quin is een thriller-mysteryboek met korte verhalen geschreven door Agatha Christie. Het boek kwam oorspronkelijk uit in het Verenigd Koninkrijk en de Verenigde Staten in 1930 onder de titel The Mysterious Mr Quin en werd respectievelijk uitgegeven door William Collins & Sons en Dodd, Mead and Company. Een eerste Nederlandstalige versie, vertaald door Ad Vorstman, verscheen in 1934 en werd uitgegeven door Allert de Lange. Een tweede versie, vertaald door Vuerhard-Berkhout, werd in 1965 met negen verhalen uitgegeven door Luitingh-Sijthoff. De drie andere verhalen opgenomen in de bundel Jane zoekt een baan (1966). Deze bundel, vertaald door Groen-Verhoef, bevat nog vierde Quin-verhaal: In naam der liefde. Sinds 1992 wordt de complete versie met twaalf verhalen uitgegeven.
Elk hoofdstuk is een losstaand verhaal waar Meneer Satterthwaite in een mysterieuze zaak terechtkomt waarbij hij op een of andere manier hulp krijgt van de mysterieuze meneer Harley Quin. Quin duikt willekeurig op en verdwijnt op even vreemde manieren. De volgorde van de verhalen in het boek wijkt af van de volgorde waarin ze eerder in tijdschriften zijn gepubliceerd.
Agatha Christie schreef in totaal veertien verhalen waarin Satterthwaite en Quin elkaar ontmoeten. Het laatst verschenen verhaal The Harlequin Tea Set (Winter Crimes #3, 1971) speelt zich af na de verhalen van deze bundel. Er bestaat (nog) geen officiële Nederlandse vertaling van dit epiloog.

## Verhalen
| (nl) titel                       | (en) titel                    | Eerste UK publicatie                      | Opmerking                                                                                   |
| -------------------------------- | ----------------------------- | ----------------------------------------- | ------------------------------------------------------------------------------------------- |
| De komst van Harley Quin         | The Coming of Mr. Quin        | Grand Magazine (maart 1924)               |                                                                                             |
| De schaduw op de ruit            | Shadow on the glass           | Grand Magazine (oktober 1924)             |                                                                                             |
| In "De bellen en het Narrenpak"  | At the "Bells and Motley"     | Grand Magazine (november 1925)            |                                                                                             |
| Het teken aan de hemel           | The Sign in the Sky           | Grand Magazine (juli 1925)                | alleen in uitgave Pastelreeks, daarvoor in Jane zoekt een baan                              |
| De ziel van de croupier          | The Soul of the Croupier      | Story Teller (januari 1927)               | The Magic of Mr Quin part 2                                                                 |
| De man uit de zee                | The Man from the Sea          | Britannia and Eve magazine (oktober 1929) |                                                                                             |
| De stem in het donker            | The Voice in the Dark         | Story Teller (maart 1927)                 | The Magic of Mr Quin part 4                                                                 |
| Het gezicht van Helen            | The Face of Helen             | Story Teller (april 1927)                 | The Magic of Mr Quin part 5, alleen in uitgave Pastelreeks, daarvoor in Jane zoekt een baan |
| De dode Harlekijn                | The Dead Harlequin            | Grand Magazine (maart 1929)               | alleen in uitgave Pastelreeks, daarvoor in Jane zoekt een baan                              |
| De vogel met de gebroken vleugel | The Bird with the Broken Wing | geen tijdschriftpublicatie                |                                                                                             |
| Het einde van de wereld          | The World's End               | Story Teller (februari 1927)              | The Magic of Mr Quin part 3                                                                 |
| Harlekijnslaan                   | Harlequin's Lane              | Story Teller (mei 1927)                   | The Magic of Mr Quin part 6                                                                 |

Verhalen gepubliceerd in de Story Teller vormden een zesdelige reeks onder de titel The Magic of Mr Quin. Het eerste verhaal in de reeks At the Crossroads (Story Teller, december 1926) is niet opgenomen in de bundel, maar verscheen wel als In naam der liefde in de 17e vijfling en in de bundel Jane zoekt een baan. In de uitgaven daterend voor de Pastelreeks (1992) zijn negen van de twaalf verhalen opgenomen.

## Korte inhoud

### De komst van meneer Quin
In een landhuis pleegde Derek Capel tien jaar geleden zelfmoord zonder aanleiding. Nu woont de familie Evesham er. Tijdens oudjaar houden zij een feestje met een aantal genodigden waaronder meneer Satterthwaite en Eleanor Portal. Op zeker ogenblik belt meneer Quin aan. Hij heeft autopech. Quin kent het achterliggende verhaal van Capel en er was wel degelijk een reden. Op de bewuste avond kondigde Capel aan dat hij zich weldra ging verloven. Tien minuten later pleegde hij zelfmoord net op het ogenblik een agent zijn weggelopen hond kwam terugbrengen. Rond diezelfde periode was er een onderzoek betreffende de moord op meneer Appleton die werd vergiftigd met strychnine. Diens vrouw werd vrijgesproken en het nieuws verscheen in de kranten, maar desondanks werd haar naam nooit echt gezuiverd. Capel was in werkelijkheid de moordenaar. Toen hij de agent zag aankomen, dacht hij verkeerdelijk dat hij zou worden gearresteerd en pleegde daarom zelfmoord. Quin zijn auto is gemaakt en vertrekt. Eleanor gaat naar buiten om Quin te bedanken: zij is de weduwe van Appleton.

### De schaduw op de ruit
De familie Unkerton houdt een feest. De genodigden zijn meneer Satterthwaite, Richard Scott met zijn vrouw Moira, majoor John Porter, Iris Staverton, Cynthia Drage en kapitein Jimmy Allenson. Het huis van Unkerton wordt geteisterd door de geest van de vorige eigenaar: zijn silhouet blijft verschijnen op een venster, ook al werd dat venster meermaals vervangen. Satterthwaite en Porter gaan naar buiten om het behekste raam te bekijken. Ze horen een schot en vinden Iris, met een revolver, naast de dode lichamen van Allenson en Moira. Niet veel later komt meneer Quin ook aan op het feest: volgens hem ging de kogel eerst door het lichaam van Moira en daarna door dat van Allenson. Richard zag vanuit de bovenkamer uit op de tuin. Toen hij de twee elkaar innig zag omhelzen, schoot hij hen dood en gooide de revolver naar buiten waar Iris deze opnam.

### In 'De bellen en het Narrenpak'
Meneer Satterthwaite bezoekt de herberg "De bellen en het Narrenpak" waar hij meneer Quin aantreft. Het stormweer doet iemand van de aanwezigen denken aan de mysterieuze verdwijning van kapitein Harwell. Zo'n jaar eerder kocht de Frans-Canadese Eleanor Le Couteau een huis in het stadje. Richard Harwell verbleef in de herberg. Ze werden verliefd en trouwden drie maanden later. Ze vertrokken voor twee weken op huwelijksreis. Bij terugkomst was er een stormweer waarbij Harwell spoorloos verdween. Eleanor verkocht uit verdriet het huis met volledige inboedel aan een Amerikaan. Verdachte was tuinman John Matthias, maar werd vrijgesproken en vertrok. Daardoor is het mysterie nog steeds niet opgelost. Quin herkent in dit verhaal heel wat onopgeloste zaken uit Frankrijk waar vermoedelijk de acrobatenfamilie Clondinis in het complot zit. Volgens Quin zijn Harwell en Mathias dezelfde persoon, zeker omdat niemand hen ooit samen zag en de politie niets kan terugvinden uit hun verleden en evenmin uit dat van Eleanor. Wellicht verscheepte de familie Clondinis heel wat gestolen goederen naar Engeland en plaatsten dit in het huis. Na hun huwelijk ging Harwell nog even verder als John en verkocht Eleanor het huis tezamen met de gestolen goederen. Dit wordt bevestigd wanneer blijkt dat de inboedel in het huis overeenkomt met een lijst van gestolen goederen uit Frankrijk.

### Een teken aan de hemel
Mevrouw Vivien Barnaby voelt zich niet meer goed in haar huwelijk met George Barnaby, die de gewoonte heeft alle klokken in het huis op vrijdag correct te zetten. Vivien heeft een affaire met Martin Wylde. Martin heeft op datzelfde ogenblik ook al een affaire met Sylvia Dale. Martin ontvangt een brief van Vivien met de vraag om haar op vrijdag de dertiende om 18 uur te komen bezoeken: haar man is dan niet thuis. Martin gaat naar het huis. Om 18:20 is er een geweerschot en de kamerbedienden vinden mevrouw Barnaby dood terug. De politie vindt in het huis het pistool van Martin, maar deze beweert dat hij dat toevallig was vergeten en het huis reeds had verlaten om 18:20. Meid Louise Bullard verklaarde dat ze bij het geweerschot een rookwolk in de lucht zag in de vorm van een hand. Deze rookwolk was afkomstig van een voorbijrijdende trein. Quin realiseert zich dat er enkel treinen passeren om tien minuten voor elk uur en achtentwintig minuten na het uur. Het geweerschot kan dus nooit gevallen zijn om 18:20. Hij komt tot de conclusie dat George de relatie tussen Vivien en Martin heeft ontdekt. George heeft op de bewuste vrijdag de klokken zo'n tien minuten teruggedraaid en daarop Vivien neergeschoten.

### De ziel van de croupier
Meneer Satterthwaite is op reis in Monte Carlo waar hij Czarnova ontmoet. Zij zou een hertogin zijn die een liefdesrelatie heeft met de koning van Bosnië. Nu is ze in gezelschap van de Amerikaan Franklin Rudge en Elizabeth Martin. Zij gaan allen naar het casino om roulette te spelen. De hertogin zet alles in op een bepaald nummer. Ondanks Satterthwaite de ronde won, duidt croupier Pierre Vaucher toch Czarnova aan als winnares en krijgt 50 000 Franse Franken. De volgende dag gaan ze allen tezamen op restaurant. Vaucher start een verhaal over een Parijse juwelier die trouwde met een verwaarloosd meisje. Het huwelijk hield niet lang stand. Twee jaar later ontmoetten ze elkaar weer: het meisje was nu rijkelijk gekleed en droeg magniefieke juwelen. Ze herstartten hun relatie maar na enige tijd vertrok zij. De juwelier geraakte verslaafd aan alcohol en startte als croupier. Enige tijd later ontmoette hij haar weer in een casino, maar ditmaal droeg ze nepjuwelen. Ondanks ze het spel verloor, besliste de croupier om haar toch te laten winnen omdat ze anders niets meer bezat. Daarop staat Czarnova recht en roept: "Waarom?" waarop Vaucher antwoordt: "Ik heb je gisteren uit medelijden laten winnen." Daarop vraagt ze aan Vaucher om haar sigaret aan te steken met de 'spill vase' en vertrekt. Vaucher realiseert zich dan dat in de spill vase al het geld zat dat ze gisteren won.

### De man uit de zee
Satterthwaite is op vakantie op een Spaans eiland. Aan een klif ontmoet hij Anthony Cosden. Anthony beweert dat de vorige dag iemand, in een soort harlekijnpak, op mysterieuze manier uit de zee kwam en al even mysterieus verdween. Satterthwaite merkt op dat dit wellicht meneer Quin is en dat er wellicht iets te gebeuren staat. Anthony verklaart dat hij nog slechts 6 maanden zal leven. Zo'n twintig jaar eerder bezocht hij het eiland. Hij vond het er zo prachtig dat hij er wil sterven, desnoods door van een klif te springen. Op terugweg naar zijn hotel ontmoet Satterthwaite aan een villa een Engelse vrouw. Zij woont al drieëntwintig jaar op het eiland. Ze trouwde op haar achttien jaar, maar het geluk duurde niet lang: ze kreeg een miskraam en haar man verdronk in de woeste zee. Bijna onmiddellijk daarop startte ze een kortstondige relatie met een jonge Brit van wie ze zwanger werd. Ze heeft haar zoon steeds gezegd dat zijn vader haar eerste man was. Nu heeft haar volwassen zoon een relatie en haar familie wil de volledige stamboom weten. Omdat nu dreigt uit te komen dat haar zoon het resultaat is van "een slippertje", wil ze zelfmoord plegen zodat de waarheid nooit aan het licht komt. Satterthwaite gaat naar zijn hotel waar hij Anthony ziet en vraagt hem om naar de villa te gaan. De volgende dag zijn Anthony en de vrouw in blijdschap: ze hebben elkaar teruggevonden. Anthony is de vader van haar zoon. Plots duikt Quin op.

### De stem in het donker
Satterthwaite neemt, op vraag van de rijke Barbara Stranleigh, tijdelijk intrek in haar landhuis om op haar dochter Margery te passen terwijl zij in het buitenland is. Veel van Barbara's familie verdronk tijdens een schipbreuk waaronder haar zus Beatrice. Al redelijk snel verneemt hij van Margery dat zij de enige is die 's nachts een roepende geest hoort: "Geef terug wat niet van u is. Geef terug wat je hebt gestolen". De inwonende dienstmeid Alice Clayton en neef Rolley horen dit niet. Margery krijgt een brief van Barbara om haar te bedanken voor de opgestuurde chocolade ondanks ze er wellicht een voedselvergiftiging van kreeg. Margery is verbaasd omdat ze niets heeft verstuurd. Roley schakelt de hulp in van de spiritualistische mevrouw Casson en medium mevrouw Lloyd. Tijdens een seance roepen ze de geest van Beatrice op. Lloyd roept: "Geef terug wat niet van u is". Nadat Barbara thuiskomt, keert Satterthwaite terug naar Londen. Eenmaal daar krijgt hij bericht dat Barbara in bad is gestorven. Daarop keert hij terug, maar stopt onderweg in herberg "De Bellen en het Narrenpak". Daar ontmoet hij meneer Quin en Satterthwaite doet zijn verhaal. Quin beweert dat hij het mysterie kan oplossen: hijzelf werd door Barbara gevraagd om tezamen met meid Alice Clayton getuige te zijn bij het opstellen van haar testament waarin ze alles nalaat aan Margery. Quin had ooit een kortstondige relatie met Alice Clayton. Nu heeft hij Alice weer ontmoet, maar zij is niet we ze beweert te zijn. De huidige meid is Beatrice. De echte Alice Clayton verdronk wellicht tijdens de schipbreuk. Beatrice liep hersenschade op waardoor ze haar geheugen grotendeels was verloren. Barbara nam haar op, maar verwisselde opzettelijk de identiteit zodat zij later alles zou erven. Na al die jaren keerden Beatrices herinneringen terug en wist ze wie ze werkelijk was. Daarom spookte ze 's nachts in het huis en heeft ze nu wellicht Barbara doen verdrinken. Eenmaal terug aan het landhuis blijkt dat Beatrice is gestorven ten gevolge van hartfalen.

### Het gezicht van Helen
Meneer Satterthwaite ontmoet Meneer Quin in Royal Opera House en nodigt hem uit om de voorstelling Pagliacci te bekijken vanuit zijn privéloge.  Na de voorstelling is er op de parking een gevecht tussen een jonge vrouw en twee jonge kerels. De drie behoren tot de cast van de opgevoerde opera. Satterthwaite redt de vrouw uit het gevecht en brengt haar naar huis. Zij is Gillian West. Ze heeft een relatie met Charlie Burns. Haar ex Philip Eastney kan dit niet verkroppen. Dat was de aanleiding van de ruzie op de parking. Een aantal dagen later brengt Satterthwaite terug een bezoek aan Gillian: ze is ondertussen verloofd met Charlie. Philip heeft dit aanvaard en zelfs al twee geschenken gegeven: een radio en een glassculptuur. Hij heeft zelfs nog een derde geschenk, maar daarvoor moet Gillian vanavond naar een bepaalde radiozender horen. Op terugweg gaat Satterthwaite op restaurant in de hoop Quin tegen te komen, maar hij ontmoet er Philip. Na het diner koopt Sattertwhaite nog een krant. Wanneer hij het radioprogramma bekijkt, realiseert hij dat Gillian in groot gevaar is. Hij snelt naar haar appartement en sleurt haar buiten. Tijdens het lied "The Shepherd's Song" breekt het glassculptuur. De kat wordt later dood aangetroffen. Satterthwaite verklaart dat Philip tijdens het diner vermeldde dat hij tijdens de oorlog experimenten deed met gas en luchtverplaatsingen.

### De dode harlekijn
Meneer Satterthwaite koopt het schilderij "De dode harlekijn" van kunstenaar Frank Bristow. Op het schilderij ligt op de grond een dode meneer Quin. Diezelfde Quin kijkt vanuit een open raam naar zijn eigen lijk. Verder speelt het tafereel zich af in "Terrace Room", een kamer in het huis van Lord Charnley. Satterthwaite nodigt Frank en kolonel Monkton uit. Volgens Charnley is het huis behekst: telkens er een tragedie gebeurt, worden de geesten van Karel I van Engeland en een vrouw met zilveren kan gezien. Verder is er in de eiken kamer een schuilplaats voor priesters. In die schuilplaats werden ook duellen gehouden: er zijn diverse kogelinslagen in de wanden en op de vloer is een steeds terugkerende bloedvlek, ook al vervangt men de houten balk. Toen de vorige Lord Charnley veertien jaar geleden zelfmoord pleegde, was Monkton aanwezig. Dat was tijdens een feest ter gelegenheid van de terugkomst van hun huwelijksfeest. Lord Charnley verliet het feest. Enige tijd later hoorde men een schot. Charnley werd in de eiken kamer dood gevonden. Zijn vrouw Alix was zwanger van hem. Deze zoon is dus ook meteen de enige erfgenaam indien Alix sterft. Sattertwhaite krijgt onverwacht bezoek van Aspasia Glen, Alix en meneer Quin. Aspasia, die veertien jaar geleden ook aanwezig was, en Alix willen het schilderij overkopen. Alix verklaart dat haar man zelfmoord pleegde nadat hij die bewuste avond een brief van een gaste kreeg waarin stond dat zij zwanger van hem was. Satterthwaite vraagt zich af of Charnley niet op de een of andere manier werd vermoord in "Terrace Room" en dat hij onmiddellijk daarna werd versleept naar de eiken kamer. De dader heeft het bloedspoor opgekuist wat ook verklaart waarom er bij het lijk zo weinig bloed was. Daarop merkt Alix op dat Aspasia de vrouw is die destijds op het feest was onder de naam Monica Ford en toen een relatie had met diens broer Hugo Charnley. Aspasia verklaart dat ze inderdaad een relatie had met Hugo. Samen zetten ze een moordplan op zodat Hugo alles zou erven. Monica gaf een brief aan lord Charnley met een valse verklaring.

### De vogel met de gebroken vleugel
Meneer Satterthwaite gaat in laatste instantie toch naar het feest van de familie Laidel nadat hij met enkele vrienden een soort Ouija speelde en de woorden QUIN LAIDEL werden gevormd. Andere aanwezigen op het feest zijn Madge, haar weldra verloofde Roger Graham, haar vader David Keeley, Roger's moeder, Doris, Mabelle en Gerard. Mabelle zegt dat ze eerder in het bos een vreemde figuur zag, waarin Satterthwaite  meneer Quin in herkent. Op vraag van Gerard speelt Mabelle op haar ukelele tot laat in de nacht waarop iedereen naar zijn eigen kamer gaat. De volgende dag is Mabelle dood: ze heeft zichzelf opgehangen aan de deurklink. Inspecteur Winkfield start een onderzoek. Satterthwaite merkt op dat Mabelle wellicht werd vermoord: het touw dat nu rond haar nek is, is opmerkelijk dikker dan de markeringen in haar hals. Nadat de ukelele wordt onderzocht, blijkt er 1 snaar op te liggen die te kort is voor die positie. Daarop besluit men dat Mabelle werd vermoord met een snaar. Verder worden er restanten gevonden van een verbrande brief van Mabelle aan Roger waaruit men opmaakt dat zij een affaire hadden. Roger bevestigt dit, maar zegt dat hij Mabelle niet vermoordde. Satterthwaite is van mening dat David de moord pleegde toen Mabelle haar instrument in een andere kamer opborg. David bekent schuld maar de ware reden blijft ongekend. Tijdens de terugreis ontmoet Satterthwaite Quin in de trein. Satterthwaite vindt het erg dat hij de moord niet kon voorkomen, maar Quin zegt dat hij er wel in is geslaagd om iemand te doen bekennen en dat niet de verkeerde personen worden gearresteerd. Satterthwaite sluit even zijn ogen. Wanneer hij deze opent, is Quin alweer verdwenen. Op zijn plaats ligt een blauwe steen in de vorm van een vogel.

### Het einde van de wereld
Tijdens een reis op Corsica ontmoet Sattertwhaite de gravin van Leith en haar nicht Naomi. Naomi haar vriend zit sinds een jaar in de gevangenis wegens diefstal van juwelen. Samen besluiten ze om te gaan picknicken. Meneer Tomlinson brengt hen met zijn wagen naar Coti-Chiavari. Daar zit meneer Quin op een rotsblok. Omdat het begint te sneeuwen, zoeken ze onderdak in een kleine grot waar drie Britse toeristen zijn: theaterproducent Vyse, actrice Rosina en haar man Judd. Rosina vertelt dat haar voormalige dramaturg Alec Gerard haar opaal stal in het theater. Hoewel men het juweel niet op zijn lichaam vond, stond er de volgende dag een enorm bedrag op zijn bankrekening waarvoor hij geen aannemelijke uitleg had. Meneer Quin vraagt Rosina om haar tas leeg te halen. Daar zit een doosje in. Tomlinson zegt dat zulke doosjes een verborgen compartiment hebben. Uit dat compartiment haalt hij de opaal.

### Harlekijnslaan
Satterthwaite wordt uitgenodigd bij John Denham. Hij is getrouwd met de Russische Anna. Omdat Satterthwaite te vroeg is, maakt hij een wandeling en ontmoet in de Harlekijnslaan, ook gekend als de Liefdeslaan, Quin. Hij is ook uitgenodigd bij John. Even later ontmoet hij ook Molly Stanwell. Zij is medeorganisator van het verkleedbal dat vanavond zal plaatsvinden. Daar is ook een optreden van Commedia dell'arte waarvoor ze twee professionele dansers hebben uitgenodigd voor de rollen van Harlequin en Columbine. Tijdens het avondeten vertelt John hoe hij Anna redde uit de Russische Revolutie en over het tragische verlies van de ballerina Kharsanova die gedood werd door de Bolsjewieken. Daarop krijgt Anna bericht dat de dansers een auto-ongeluk hebben gehad en niet kunnen optreden. Satterthwaite ziet John en Molly in de Liefdeslaan. Anna en Quin nemen de rollen over. Daarbij kom Satterthwaite tot de conclusie dat Anna in werkelijkheid Kharsanova is. Na het optreden bevestigt Anna dit: ze gaf destijds het balletdansen op omdat John dit graag zo had en zij verliefd op hem was. Nu is de situatie veranderd en "zal ze kiezen voor haar andere liefde die ze al jaren kent. Men kijkt altijd uit naar de perfecte, eeuwige liefde. Maar, eeuwige liefde bestaat niet omdat we allen mortaal zijn. Harlequin is enkel een mythe, een onzichtbare aanwezigheid, tenzij zijn werkelijke naam 'Dood' is!"  Nog later op de avond ziet Sattertwhaite hoe Anna met een persoon gekleed als Harlequin danst in de Liefeslaan. Anna's meid zag haar ook, maar zonder de andere persoon. Omdat dit Satterthwaite verwart, loopt hij de Liefdeslaan in en vindt Anna's lichaam. Dan verschijnt Quin. Satterthwaite vraagt hem waarom de meid meneer Quin niet zag. Quin antwoordt: "omdat Satterthwaite dingen kan zien, die anderen niet kunnen zien" en vertrekt daarop.